# Teorema da equidistribuição de Weyl
Em matemática, o teorema da equidistribuição estabelece que a sequência
a, 2a, 3a, ... mod 1
é uniformemente distribuída sobre o intervalo de unidade, quando a é um número irracional.  É um caso especial do teorema ergódico.

## História
Quando este teorema foi demonstrado em 1909 e 1910 separadamente por Hermann Weyl, Wacław Sierpiński e Piers Bohl, variantes deste teorema continuaram a ser estudados até hoje.
Em 1916, Weyl demonstrou que a sequência a, 22a, 32a, ... mod 1 é uniformemente distribuída sobre o intervalo unitário. Em 1935, Ivan Vinogradov demonstrou que a sequência pn a mod 1 é uniformemente distribuída, quando pn é o n-ésimo primo. A prova de Vinogradov foi um subproduto da Conjectura fraca de Goldbach, que cada grande número ímpar é a soma de três primos.
George Birkhoff, em 1931, e Aleksandr Khinchin, em 1933, provou que a generalização x+na, para quase todo x,  é equidistribuída sobre qualquer medida de Lebesgue subconjunto do intervalo unitário. As correspondentes generalizações para os resultados de Weyl e Vinogradov foram demonstrados por Jean Bourgain em 1988.
Especificamente, Khinchin mostrou que a identidade
{\displaystyle \lim _{n\to \infty }{\frac {1}{n}}\sum _{k=1}^{n}f((x+ka)\mod 1)=\int _{0}^{1}f(y)\,dy}
sustenta-se para quase todo x e qualquer função integrável de Lebesgue f. Em formulações modernas, pede-se sob que circunstâncias a identidade
{\displaystyle \lim _{n\to \infty }{\frac {1}{n}}\sum _{k=1}^{n}f((x+b_{k}a)\mod 1)=\int _{0}^{1}f(y)\,dy}
pode se sustentar, dando alguma sequência geral {\displaystyle b_{k}}.
Um resultado digno de nota é que a seqüência {\displaystyle 2^{k}a} mod 1 é uniformemente distribuída para quase todo, mas não todo, irracional a. Similarmente, para a sequência {\displaystyle b_{k}=2^{k}}, para qualquer irracional a, e quase todo x, existe uma função f para a qual a soma diverge. neste sentido, esta sequência é considerada ser uma sequência universalmente divergente em média, opondo-se a {\displaystyle b_{k}=k}, a qual é denominada sequência universalmente convergente em média, porque não tem uma última convergência.
Um poderoso resultado geral é o critério de Weyl, o qual mostra que a equidistribuição é equivalente a ter-se um estimativa não trivial para as somas exponenciais formadas com a sequência como expoentes. Para o caso de múltiplos de a, o critério de Weyl reduz o problema a soma finita de séries geométricas.